# بوقاید
بوقاید (به عربی: بوقاید) یک شهرداری در الجزایر است که در استان تسمسیلت واقع شده‌است.